# Кишковский, Леонид Александрович
Леони́д Алекса́ндрович Кишко́вский (24 марта 1943, Варшава, Генерал-губернаторство — 3 августа 2021, Глен-Ков, Нью-Йорк) — протопресвитер Православной церкви в Америке, многолетний директор по внешним связям и межцерковным связям Православной церкви в Америке, настоятель храма Казанской иконы Божией Матери в городе Си-Клифф штата Нью-Йорк. Участник экуменического движения.

## Биография
Родился 24 марта 1943 года в Варшаве, в русской семье Александра Ивановича и Софии Григорьевны Кишковских. В 1944 году семья, уходя от наступавшей Красной армии, переехала на Запад Германии. В марте 1951 году они эмигрировали в США где, с помощью Церкви, поселились в Лос-Анджелесе. Леонид стал приёмным сыном профессора Владимира Улитина. Леонид вырос, помогая священнослужителям в алтаре, особенно давнему настоятелю отцу Дмитрию Гизетти, который вдохновил его поступить в семинарию и стать священником.
В течение следующих двух лет Леонид занимал несколько должностей в молодежном служении как на местном (в его родном приходе), так и на межведомственном уровнях. Именно на студенческом ретрите семинарии Святого Владимира он познакомился с Александрой Куломзиной из Монреаля, Канада. 31 августа 1969 года их обвенчали священники Иоанн Мейендорф и Александр Шмеман в часовне Святого Сергия в Лак-Лабелле, Квебек, Канада.
С 1961 по 1964 год изучал политологию и историю в Университете Южной Калифорнии, намереваясь поступить во Внешнюю службу США.
В 1964 году он поступил в Свято-Владимирскую духовную семинарию, где завершил своё формальное образование в 1967 году.
В течение следующих двух лет занимал несколько должностей в молодёжном служении как на местном (в его родном приходе), так и на межведомственном уровнях. Именно на студенческом ретрите (retreat) Свято-Владимирской духовной семинарии он познакомился с Александрой Куломзиной из Монреаля, Канада. 31 августа 1969 года священники Иоанн Мейендорф и Александр Шмеман обвенчали их в часовне Святого Сергия в Лак-Лабелле, Квебек, Канада.
20 сентября 1969 года епископом Димитрием (Ройстером) был рукоположен в сан диакона в Свято-Владимирской духовной семинарии, а 2 ноября — в сан священника в церкви Пресвятой Богородицы в Лос-Анджелесе. Был назначен в часовню Святого Иннокентия при соборе Святой Троицы в Сан-Франциско, где службы проводились на английском языке, что позволило ему продолжать работу с молодёжью. После почти пяти лет служения в Сан-Франциско согласился на перевод в Нью-Йорк. Вместе со своей семьёй он переехал в дом священника церкви Казанской Богоматери в Си-Клифф, штат Нью-Йорк, где ему предстояло прожить всю оставшуюся жизнь. Он был назначен приходским настоятелем с 1 июля 1974 года. В то же время он был назначен помощником канцлера в канцелярии ПЦА в Ойстер-Бей-Коув, недалеко от Си-Клифф.
В начале своего приходского служения в Си-Клиффе столкнулся с непростой задачей укрепления мира в общине, которая пострадала в течение нескольких лет беспорядков, когда группа прихожан покинула приход, перейдя в РПЦЗ в знак протеста против предоставления автокефалии ПЦА со стороны Московского Патриархата. Отец Леонид смог восстановить мир в приходе и продвинуться вперёд в его литургической жизни, постепенно добавляя английский язык к богослужениям и принимая «новый» календарь для продвижения своей миссионерской деятельности.
Наряду со своим приходским служением трудился на благо всей ПЦА, обеспечивая свидетельство о православии в глобальном масштабе. Когда он прибыл в канцелярию ПЦА в 1974 году, его работа заключалась в оказании помощи канцлеру и оказании поддержки во многих задачах. По мере того, как новая автокефальная ПЦА взрослела и становилась более заметной, её призвали к более активному взаимодействию с другими православными Церквями, религиозными организациями других конфессий, а также экуменическими, политическими и гуманитарными организациями. Делегированное митрополитом, Священным Синодом и канцлером представлять ПЦА в этих взаимодействиях, служение отца Леонида за пределами прихода стало почти исключительно сосредоточено на внешнем свидетельстве, эта работа требовала всё больше и больше его времени и постоянных поездок в течение многих лет для участия в собраниях и консультациях по всему миру.
В 1985 году сменил Иоанна Мейендорфа на посту редактора «The Orthodox Church», главного официального периодического издания ПЦА. Он занимал пост редактора до 2012 года. Его деятельность на благо Церкви по всему миру повлекла за собой многочисленные отлучки из его семьи и прихода. Тем не менее, отцу Леониду удавалось поддерживать духовное питание своей приходской паствы и гармонию приходской и семейной жизни.
Одновременно занимал ряд важных должностей в межюрисдикционных православных, межхристианских и межрелигиозных организациях США. С 1990 по 1991 год служил председателем Национального совета христианских церквей США (NCCCUSA) и стал первым православным клириком во главе этой организации.
В течение нескольких десятилетий был вовлечён в экуменическое движение. Он был президентом Национального совета Церквей Христа в США, модератором «Религии за мир» и «Религии за мир США», модератором «Христианские церкви вместе» в США, а также входил в совет директоров международных православных христианских благотворительных организаций и был членом правления «Церковная Всемирная служба».
Православная интеллигенция обратили внимание на Леонида Кишковского в 1994 году, когда во время конференции «Единство Церкви» в Москве, где критике со стороны православных фундаменталистов подверглись священники Георгий Кочетков и Александр Борисов. Протоиерей Леонид сказал тогда, что жестко осуждать священников за то, что стараются разъяснить пастве евангельское слово и сделать литургию понятной, — это «духовный большевизм».
В ноябре 1996 года был приглашен Государственным департаментом США в состав Комитета советников по вопросам религиозной свободы за границей. В разное время — председатель Исследовательского центра по вопросам религии и прав человека в закрытых обществах, член совета директоров Международного фонда православных благотворительных организаций (International Orthodox Christian Charities), попечитель Фонда совести (Appeal of Conscience), член постоянного комитета Постоянной конференции канонических православных епископов в Америке (SCOBA). Участник международных переговоров, увенчавшихся освобождением в конце апреля 1999 трёх американских военнопленных в Югославии.
1 февраля 2009 года в составе делегации Православной церкви в Америке присутствовал на интронизации патриарха Московского и всея Руси Кирилла.
На заседании Архиерейского Синода Православной Церкви Америки 7-10 мая 2012 года на место председателя Отдела внешних отношений Церкви был назначен епископ Толедский Александр (Голицын), при котором отец Леонид сохранил должность директора внешних дел.
Он получил множество наград от организаций и церквей по всему миру. Священный Синод ПЦА присвоил ему сан протопресвитера в 2014 году и право носить митру в 2017 году.
Несмотря на серьёзные проблемы со здоровьем на протяжении многих лет, он оставался на активном служении Церкви до самой своей кончины. Почти до последних своих дней, уже сидя в инвалидном кресле или используя средства электронной связи, служил и проповедовал в своем небольшом храме Казанской иконы Божией Матери в городке Си-Клифф. Скончался 3 августа 2021 года в городе Глен-Ков, штат Нью-Йорк, после сердечного приступа.

## Публикации
книги
- Orthodox Christians in North America 1794—1994. — Syosset, NY: Orthodox Christian Publications Center, 1995. (соавтор: Mark Stokoe)
- Growing consensus : Church dialogues in the United States, 1962—1991. — New York : Paulist Press, cop. 1995. (соавторы: Joseph A Burgess; Jeffrey Gros)

статьи
- IV Всеамериканский Церковный Собор // Ежегодник Православной церкви в Америке, 1976. — C. 8-15.
- Response to Miroslav Volf by Leonid Kishkovsky // International Bulletin of Mission Research, v20 n1 (1/1996): 31-32
- На путях к церковному единству в Северной Америке // Русская мысль, 1997. — № 4195 (30 октября — 5 ноября).
- Канонизация Царской семьи: за и против // Церковь и время, 1998. — № 4 (7). — C. 197—199.
- Речь на выпускном акте Свято-Владимирской академии // Вестник русского христианского движения. — 2001. — № 1 (182) — С. 308—314.
- Православие в Америке: диаспора или Церковь? // Православное учение о церкви : Богословская конференция Русской Православной Церкви (Москва, 17-20 ноября 2003 г.): Материалы : материалы временных коллективов. — М. : Синодальная Богословская комиссия, 2004. — 359 с. — С. 115—128
  - Православие в Америке: диаспора или Церковь? // Церковь и время. 2005. — № 1 (30). — С. 86-99
- Following Christ with Great Joy: Christians Called to Reconciliation by Leonid Kishkovsky // Transformation: An International Journal of Holistic Mission Studies, v27 n1 (01/2010): 55-62

интервью
- «Мы — члены одной Церкви» [интервью — ответы: Кишковский Леонид, протоиерей; вопросы: Макаров А.] // Журнал Московской Патриархии, 1989. — № 6. — C. 48-49.
- Продолжая традиции Православия [интервью — ответы: Кишковский Леонид, протоиерей; вопросы: Комаров Е., Изотова Т.] // Журнал Московской Патриархии, 1990. — № 6. — C. 27-28.
- Путин — это не главный фактор. Президент лишь помог сдвинуть процесс с мертвой точки, — считает священник Американской Автокефальной Православной Церкви Леонид Кишковский // «НГ Религии». — 2003. — № 20 (128). — С. 3
- «Мы — христиане Востока и Запада — несем ответственность за случившееся в XX веке» : Интервью с протоиереем Леонидом Кишковским / прот. Л. Кишковский; беседовала А. В. Колымагина // Кифа. 2014. — № 14 (184). — С. 1, 3